# 特拉诺瓦-代帕塞里尼
特拉诺瓦-代帕塞里尼（義大利語：Terranova dei Passerini），是意大利洛迪省的一个市镇。总面积11平方公里，人口886人，人口密度80.5人/平方公里（2009年）。ISTAT代码为098057。